# Philetes acosmeta
Philetes acosmeta är en fjärilsart som beskrevs av Ralph S. Common 1964. Philetes acosmeta ingår i släktet Philetes och familjen plattmalar. Inga underarter finns listade i Catalogue of Life.